# Rotorkopf

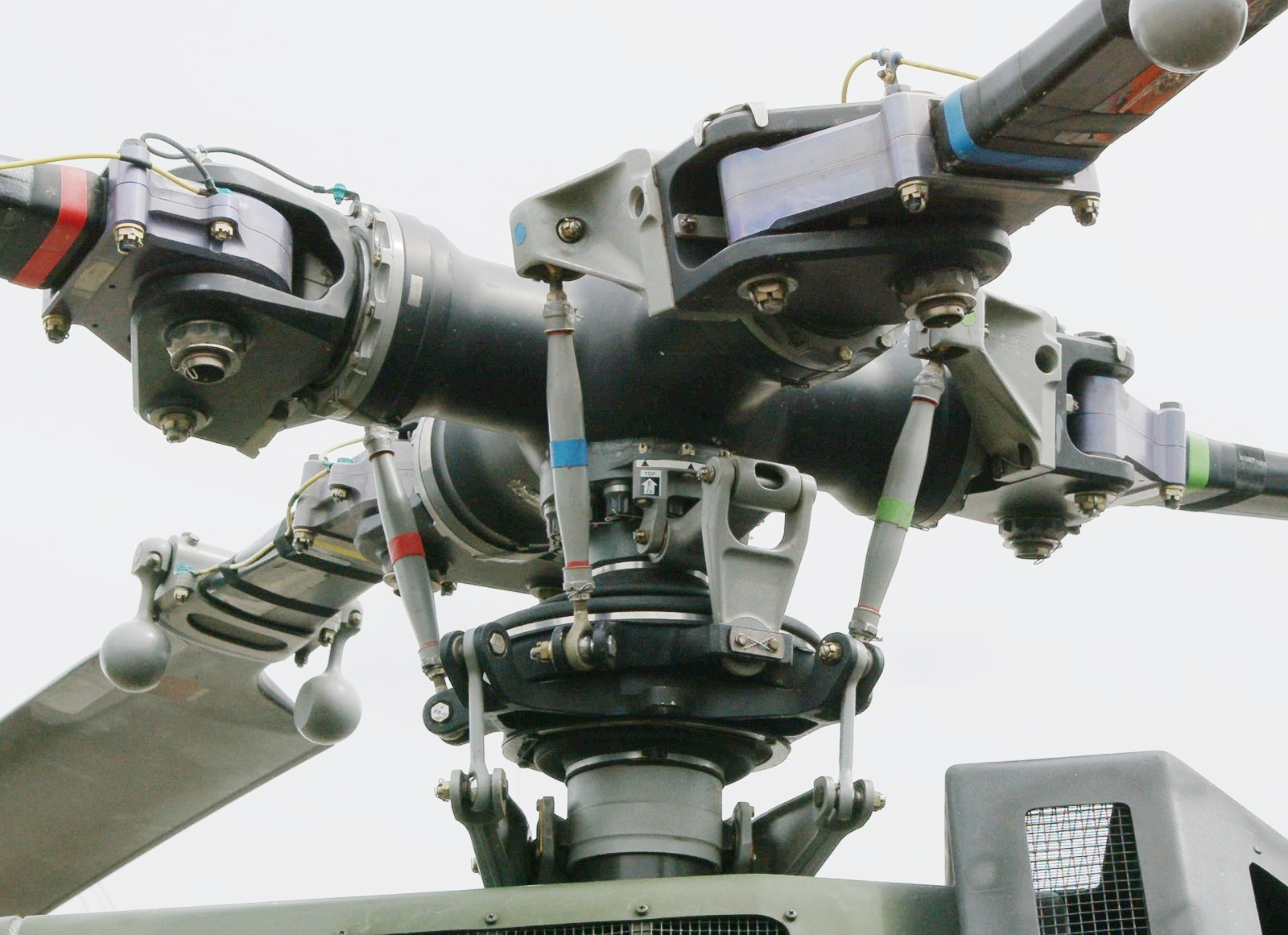
Rotorkopf einer Bo 105. Zusammenwirkende Steuerelemente sind über die Farbcodierung gekennzeichnet. Man beachte das massive Kernstück aus Titan.

Der Rotorkopf eines Hubschraubers dient der beweglichen Lagerung der Rotorblätter und überträgt auf sie das Drehmoment des Antriebs.

## Konstruktion
Zu seinen Bauteilen gehören in der Regel die Taumelscheibe, die Schlaggelenke, die Schwenkgelenke, etwaige Schwenkdämpfer und die Blattanschlussbeschläge. Diese sind häufig so geformt, dass durch Ziehen jeweils eines Bolzens die Blätter nach hinten geklappt werden können.
Die Rotorblätter sind am Rotorkopf so gelagert, dass sie in bestimmten Grenzen um ihre Längsachse gedreht werden können und sich damit ihr Einstellwinkel ändert. Die Winkelveränderung ergibt sich, wenn durch Steuereingaben des Piloten die Taumelscheibe in der Höhe verschoben (kollektive Blattverstellung) oder kurzzeitig schräg gestellt wird (zyklische Blattverstellung). Die Bewegung der Taumelscheibe wird über deren Stoßstangen und die an den Blattfüßen angebrachten Steuerhebel auf die Blätter übertragen.

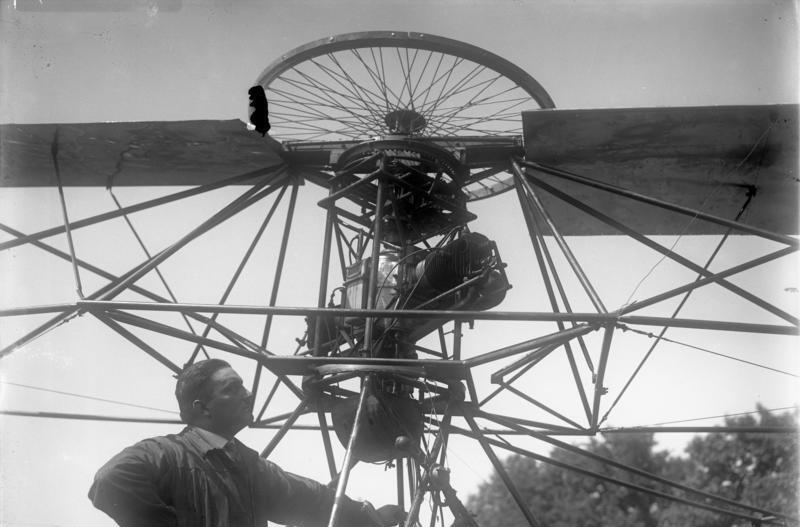
Rotationsflugzeug beim Senkrechtstart und Engelbert Zaschka im Jahr 1927, Aufnahme aus dem Bundesarchiv

Zum Ausgleich der aerodynamischen und der Massenkräfte werden Schlaggelenke und Schwenkgelenke eingesetzt, letztere vielfach mit zusätzlichen Dämpfern ausgestattet. Bei neueren Konstruktionen mit „starrem“ Rotorkopf kommen Blätter aus Verbundwerkstoffen und elastische Aufhängungen zum Einsatz, so erstmals bei der Bo 105, später weiterentwickelt bei der EC 135 oder der Mil Mi-28. Damit konnte der Wartungsaufwand gesenkt und die Wendigkeit erhöht werden.
Der Rotorkopf bildet zusammen mit dem Antrieb die aufwändigste und empfindlichste Baugruppe eines Hubschraubers. Regelmäßige Vorflugkontrollen, Inspektionen und sorgfältige Wartung des Rotorkopfs sind notwendig, um Verschleiß oder sich abzeichnende Schäden frühzeitig zu erkennen und zu beheben. Der hohe Aufwand hierfür trägt wesentlich zu den deutlich höheren Betriebskosten eines Hubschraubers gegenüber Starrflügel-Flugzeugen bei.